# Herb obwodu czerkaskiego
Herb obwodu czerkaskiego (ukr. Герб Черкаської області) – oficjalny symbol obwodu czerkaskiego.

## Historia
Herb zaprojektowali Ołeksandra Teliżenko i Mykoła Teliżenko. Został przyjęty 29 stycznia 1998 roku decyzją rady obwodowej nr 15-3. 

## Opis herbu
Na niebieskiej tarczy złoty dysk słoneczny, za którego wyłaniają się trzy złote łodygi pszenicy, których kłosy układają się w dynamicznym ruchu przeciwnie do wskazówek zegara wokół dysku słonecznego. Tarcza jest obramowana dwoma konturami w kolorze żółtym oraz czerwonym. Tarcza znajduje się w ozdobnym kartuszu, w którym można zauważyć liście lauru, kaliny oraz dębu. U dołu kartusza krzyżuje się szabla z buzdyganem, z kolei u góry w ośmiobocznej tarczy na czerwonym polu znajduje się portret Tarasa Szewczenki.

## Symbolika herbu
Dysk słoneczny oraz kłosy symbolizują bogactwo ziemi czerkaskiej oraz agrarny charakter regionu. Niebieski kolor tarczy – rzekę Dniepr. Buzdygan oraz szabla – kozacką przeszłość Czerkas oraz państwotwórczą działalność Bohdana Chmielnickiego. Wizerunek Tarasa Szewczenki służy jego upamiętnieniu, jako urodzonemu na terenie dzisiejszego obwodu czerkaskiego.